# Shumrud
Shumrud är en ort i Azerbajdzjan.   Den ligger i distriktet Astara Rayonu, i den södra delen av landet, 230 km sydväst om huvudstaden Baku. Shumrud ligger 533 meter över havet och antalet invånare är 729.
Terrängen runt Shumrud är kuperad åt nordost, men åt sydväst är den bergig. Närmaste större samhälle är Kizhaba, 13,2 km öster om Shumrud. 
I omgivningarna runt Shumrud växer i huvudsak blandskog. Runt Shumrud är det ganska tätbefolkat, med 172 invånare per kvadratkilometer.